# 阿赫图宾斯基村委员会
阿赫图宾斯基村委员会（俄语：Ахтубинский сельсовет）是俄罗斯联邦阿斯特拉罕州克拉斯内亚尔区所属的一个村委员会。其下辖有5个居民点，行政中心为共青镇。据2015年统计，该村委员会的人口为3205人。